# Bazylika św. Petroniusza w Bolonii

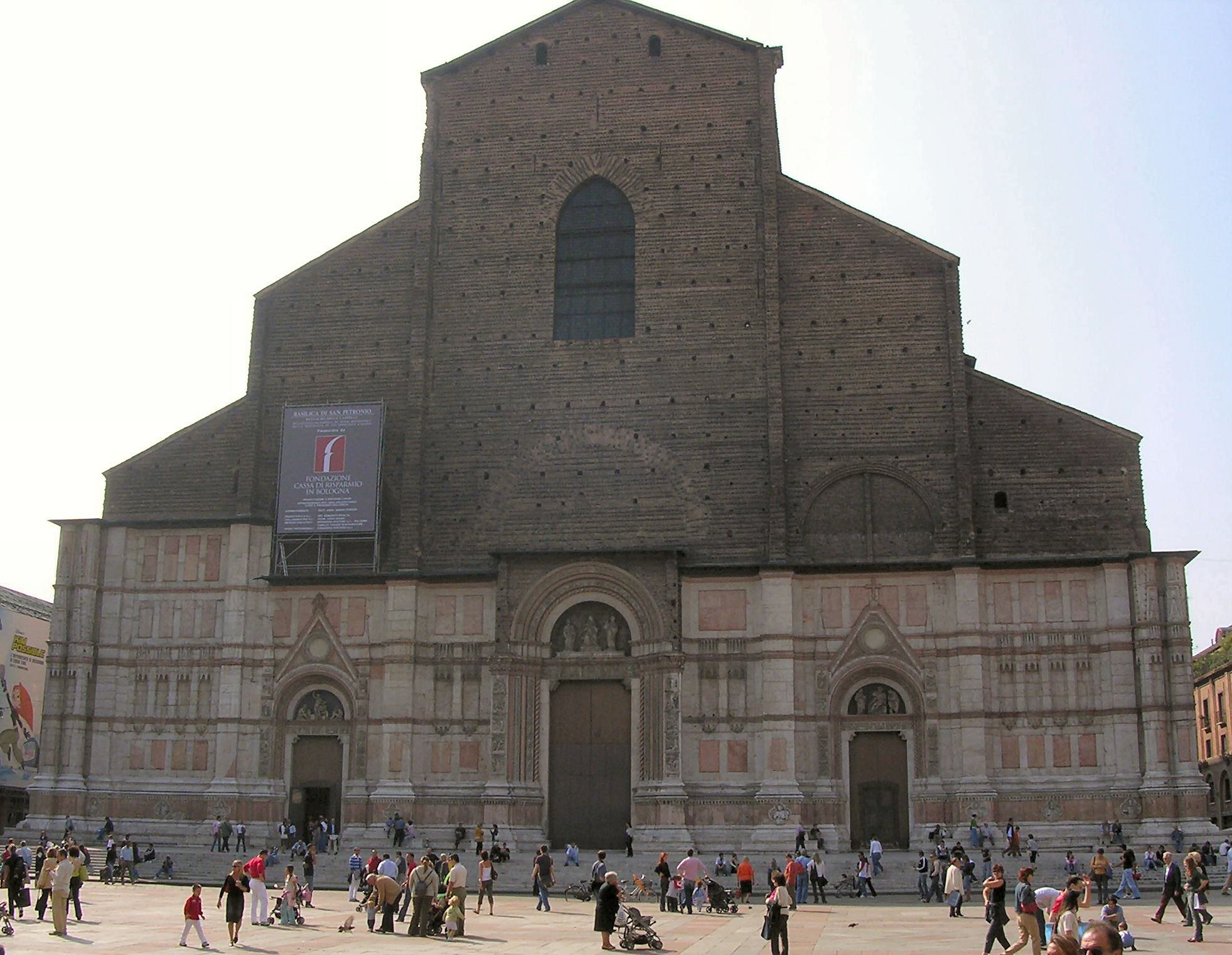
Widok fasady bazyliki

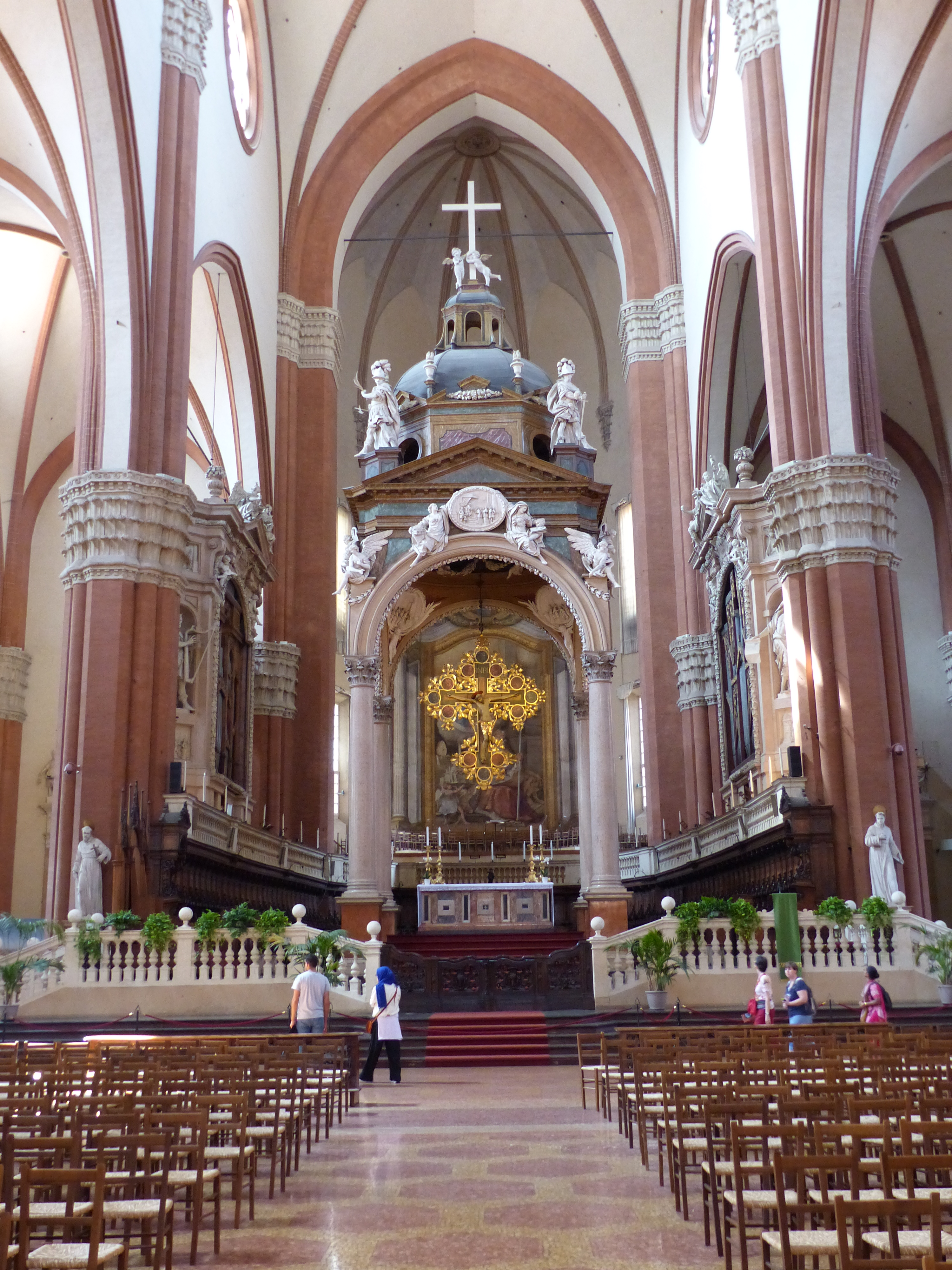
Ołtarz główny

Bazylika św. Petroniusza w Bolonii – największy i najważniejszy kościół Bolonii. Pomimo iż w znacznym stopniu nieukończona, jest siódmym co do wielkości kościołem Europy po bazylice św. Piotra w Watykanie, bazylice św. Pawła w Londynie, Katedrze w Sewilli, florenckiej Katedrze Santa Maria del Fiore, bazylice Najświętszej Maryi Panny Licheńskiej w Licheniu Starym oraz Santa Maria Nascente w Mediolanie. Jej rozmiary (132 metry długości i 60 metrów szerokości) czynią ją też czwartą co do wielkości świątynią we Włoszech (trzecią, jeśli wykluczyć bazylikę św. Piotra, która znajduje się w Watykanie). Poświęcona św. Petroniuszowi, biskupowi miasta w V wieku.

## Historia
Budowa świątyni rozpoczęła się w 1390 roku, według projektu Antonio di Vincenzo. Prace zostały przerwane w 1479 roku wobec sprzeciwu papieża, który nie chciał, by rozmiary świątyni przekroczyły wysokość rzymskiej bazyliki św. Piotra.
Fasada kilkakrotnie przebudowywana była według projektów Jacopo della Quercia, Baldassare Peruzziego, Jacopo Barroziego da Vignola oraz Andrea Palladio, którzy zamierzali dokończyć budowę świątyni, do czego jednak nie doszło.
W 2005 roku doszło do udaremnionej przez włoską policje próby wysadzenia kościoła przez islamskich fundamentalistów. Prawdopodobnie powodem zamachu było przedstawienie Mahometa wśród potępionych, ukazane na piętnastowiecznym fresku autorstwa Giovanni da Modena.